# محافظة فو أين
محافظة فو أين  ( بالفيتنامية : Phú Yên ) هي إحدى محافظات فيتنام. وتقع في الساحل وسط جنوبي.

## روابط إضافية
- Phú Yên Province People's Committee[وصلة مكسورة]